# Burg Kleinvernich
Die Burg Kleinvernich, auch Gürtzgensburg genannt, ist der Rest einer Wasserburg am Lommersumer Mühlengraben nahe der Erft im Weilerswister Ortsteil Kleinvernich (Am Klarenhof) im Kreis Euskirchen in Nordrhein-Westfalen.
Die Wasserburg Kleinvernich ist heute noch von einem vollständigen Wassergraben umgeben und wird als landwirtschaftliches Anwesen genutzt und bewohnt.
Heute zeigt sich die ehemalige Burganlage, eine sogenannte „Hoffeste“ ohne früheren ritterlichen Status, als eine vierflügelige Hofanlage. Alte Zeichnungen von 1705 lassen vermuten, dass die Burg über eine Vorburg verfügte aber das kleine Herrenhaus aus Fachwerk schon verfallen war. Anfang des 18. Jahrhunderts war die spätgotische Kleinburg gänzlich verfallen. 1781 wurde die Hofanlage neu gebaut.
1610 wurde die Burg als im Besitz der Herren von Gürtzgen genannt und verlor 1730, weil sie nicht den Anforderungen entsprach, ihre Landtagsfähigkeit.